# LMV 1
Linia LMV 1 (pentru Linia de Mare Viteză 1, franceză LGV 1, neerlandeză HSL 1) este o linie de mare viteză din Belgia. Este primul element al rețelei belgiene de linii ferate de mare viteză, ce conține 4 elemente, și conectează orașul Bruxelles cu frontiera franceză. Are o lungime de 88 km, din care 71 km efectivi de mare viteză și 17 km de linii de conexiuni modernizate. 
Linia LMV 1 a permis scurtarea timpului de voiaj între Paris și Bruxelles în mod considerabil, la doar o oră și 22 minute. Aceasta a dus la dispariția aproape completă a legăturilor aeriene pe această relație. Linia realizează interconexiunea dintre Bruxelles și rețeaua de trenuri de mare viteză franceză, mai precis linia LGV Nord. Astfel face posibilă deservirea Belgiei de către trenuri de tip TGV, mai exact trenuri Thalys către Paris, trenuri Eurostar către Londra și trenuri TGV ale SNCF către diverse orașe din restul Franței (Marsilia, Nisa, Bordeaux, Nantes).
Costul total al realizării liniei a fost de 1,42 miliarde de Euro și a fost dată în folosință integral la data de 14 decembrie 1997. Sistemul de semnalizare este de tip TVM-430 .

## Traseu
Trenurile părăsesc gara Bruxelles-Midi și utilizează un viaduct ce permite traversarea rapidă a liniilor de intrare în gară. Apoi trenurile circulă pe două linii dedicate din linia belgiană 96, cu viteze de până la 200 km/h. În dreptul localității Forest, trenurile trec în dreptul unui depou de întreținere a trenurilor TGV. La kilometrul 13, în dreptul localității Halle, începe secțiunea proprie a liniei de mare viteză, iar după traversarea canalului Charleroi-Bruxelles, în dreptul localității Lembeek, începe secțiunea pe care trenurile pot rula cu viteze de până la 300 km/h.
Între Rebecq și Enghien linia este paralelă cu autostrada belgiană A8 după care linia este paralelă pe aproximativ 10 km cu linia clasică Bruxelles-Tournai. În apropierea localității Ath se află un centru de întreținere a liniei, ce a servit drept bază de lucru în perioada construcției liniei după care se află un viaduct de peste 2000 m lungime ce permite traversarea văii Râului Dender, a drumului național N56, a liniei de cale ferată dintre Ath și Jurbise și a canalului Ath-Blaton.
În dreptul localității Antoing există un racord cu linia clasică Mons-Tournai, ce permite circulația trenurilor Thalys în direcția Paris-Namur-Liège. După traversarea râului Escaut prin intermediul unui viaduct cu o lungime de 483m urmează un tranșeu acoperit cu o lungime de 365m în dreptul localităii Bruyelle. Linia traversează frontiera franco-belgiană în dreptul localităților Wannehain și Esplechin. La 11 kilometri supă frontieră, în Franța, este situat triunghiul de la Fréthun ce face legătura cu linia Paris-Lille/Londra.